# Abeceda (formální jazyky)
Abeceda je v teorii formálních jazyků konečná množina znaků. Většinou se označuje {\displaystyle \Sigma } nebo jinými velkými písmeny řecké abecedy.
Množina všech konečných řetězců znaků abecedy {\displaystyle \Sigma } se označuje {\displaystyle \Sigma ^{*}} a to jsou právě slova nad abecedou {\displaystyle \Sigma }.
Mezi často využívané abecedy patří dvojková abeceda {0,1} nebo anglická abeceda.